# تاكاشي ميتسوكوري
تاكاشي ميتسوكوري (三 栗 崇 ،Mitsukuri Takashi ، ولد في 19 فبراير 1939) هو لاعب جمباز وبطل أولمبي ياباني، تنافس في دورة الألعاب الأولمبية الصيفية 1960 في روما حصل على الميدالية الذهبية في التدريبات الجماعية المشتركة. في دورة الألعاب الأولمبية الصيفية 1964 في طوكيو حصل مرة أخرى على الميدالية الذهبية في تدريبات جماعية مع الفريق الياباني، بشكل فردي كان أفضل أداء على حصان الحلق حيث حل في المركزين الرابع والسادس في عامي 1960 و 1964 على التوالي.
حصل ميتسوكوري على ميدالية برونزية في حصان الحلق في بطولة العالم للجمباز الفني 1962 ، وفازت اليابان بمسابقة الفريق. حصل على الميدالية البرونزية في العارضة الأفقية في بطولة العالم للجمباز الفني 1966 ، وفازت اليابان بمسابقة الفريق مرة أخرى.

## حياته الشخصبة
زوجته تانيكو ناكامورا ميتسوكوري هي أيضًا لاعبة جمباز أولمبية متقاعدة.